# NGC 122
NGC 122 је појединачна звезда у сазвежђу Кит која се налази на NGC листи објеката дубоког неба.
Деклинација објекта је - 1° 38' 24" а ректасцензија 0h 27m 38,3s. Привидна величина (магнитуда) објекта NGC 122 износи 11,2 а фотографска магнитуда 15,4.